# The Shop Around the Corner
The Shop Around the Corner és una comèdia romàntica de 1940 dirigida per Ernst Lubitsch i protagonitzada per James Stewart i Margaret Sullavan. El guió va ser escrit per Samson Raphaelson encara que inspirat en l'obra hongaresa de 1937 Illatszertár (també coneguda pel seu nom francès Parfumerie), de l'escriptor Miklós László. El 1999 la pel·lícula va ser declarada "culturalment significativa" per la Biblioteca del Congrés dels Estats Units i escollida per a la seva conservació pel National Film Registry.

## Argument

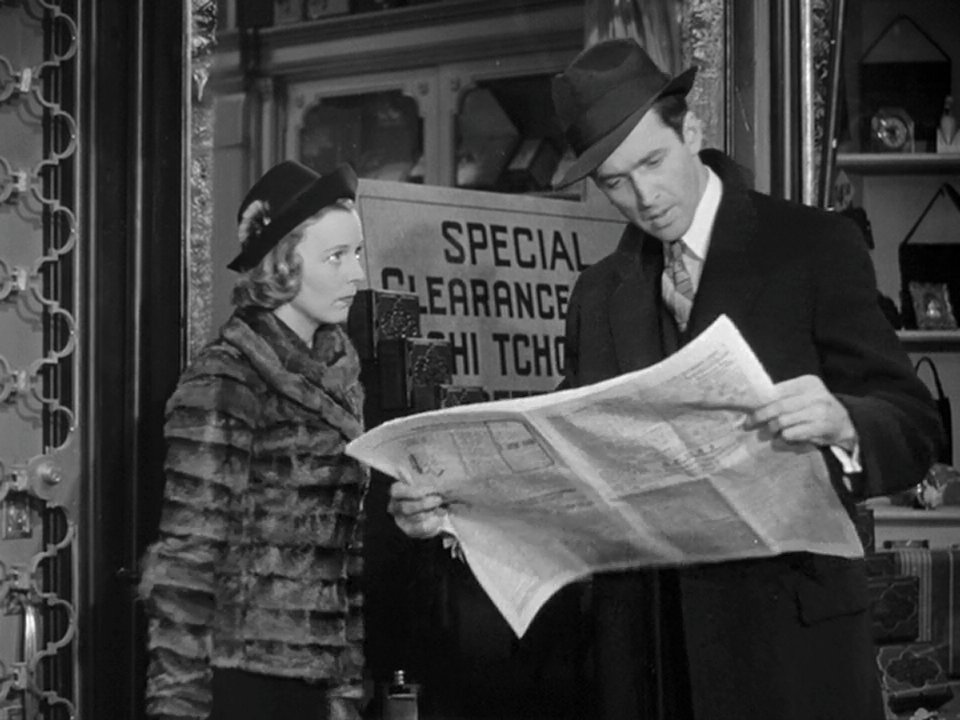
James Stewart i Margaret Sullavan a The Shop Around the Corner.

Festes de Nadal: A Budapest, l'Alfred Kralik (James Stewart) i la Klara Novak (Margaret Sullavan) treballen a la mateixa botiga del Senyor Matuschek. Ella és una dependenta nouvinguda mentre que ell és el cap del personal de la botiga. Les seves relacions són aparentment cordials però, en la pràctica, no se suporten. Curiosament, els dos han iniciat una relació per correu. El que escriu l'un és replicat per carta per l'altre. El que no saben és que aquella persona a la que consideren la seva mitja taronja és, en realitat, l'odiós company de feina que tenen al costat. Serà només quan quedin en una cita romàntica que l'Alfred descobrirà que la seva enigmàtica enamorada és la Klara. Sense explicar-li la veritat, l'Alfred haurà ara de superar les barreres sentimentals de la Klara si vol que el vegi com el que realment és: el seu corresponsal secret. Així, haurà d'enfrontar-se a dos objectius: fer-li el millor regal de Nadal al Senyor Matuschek aconseguint la millor recaptació d'ingressos de la història de la botiga, i conquistar a la Klara per poder-li dir la veritat sobre l'anònim de les cartes. En tot cas, la història serà l'excusa ideal per a Samson Raphaelson per crear una comèdia d'embolics plena de diàlegs enginyosos i tendres al mateix temps.

## Repartiment
- Margaret Sullavan – Klara Novak
- James Stewart – Alfred Kralik
- Frank Morgan – Hugo Matuschek
- Joseph Schildkraut – Ferencz Vadas
- Sara Haden – Flora Kaczek
- Felix Bressart – Pirovitch
- William Tracy – Pepi Katona
- Inez Courtney – Ilona Novotny

## Remakes
La pel·lícula ha tingut diversos remakes, entre els quals cal destacar:
- In the Good Old Summertime, comèdia musical de 1949 protagonitzada per Judy Garland.
- Tens un e-mail, adaptació cinematogràfica de 1998 dirigida per Nora Ephron i protagonitzada per Meg Ryan i Tom Hanks. En aquest darrer cas però, els personatges no s'intercanvien cartes sinó e-mails.